# Zeche Stöckerdreckbank
Die Zeche Stöckerdreckbank war ein Bergwerk in Sprockhövel-Gennebreck am Deilbach an der Grenze zu Wuppertal-Dönberg. Sie war die südlichste Zeche des Ruhrbergbaus am Rand des Abbaugebietes.

## Bergwerksgeschichte
Die Mutung für das Feld erfolgte 1714, namensgebend waren der nahe Hof Stöcken und das Flöz Dreckbank. Bereits 1768 wurde der Betrieb wieder eingestellt. 1805 wurde der Betrieb wieder aufgenommen und in Folge mehrere neue Schächte abgeteuft. Der Abbau erfolgte bis zur Sohle des Christsieper und später des Dreckbänker Erbstollens, der hier seine größte Länge von 13 Kilometer erreichte. Er wurde 1839 erneut eingestellt, aber kurz zwischen 1865 und 1869 wieder aufgenommen. Von 1912 bis 1924 erfolgte eine weitere Aufnahme als Teil der Zeche Vereinigte Stöckerdreckbank.

## Was geblieben ist
Von der Bergwerkswüstung im Wald am Deilbach sind abgesehen von einer Pinge, die aber auch auf ein Lichtloch des Dreckbänker Erbstollen rückführbar sein könnte, keine oberirdischen Spuren mehr erhalten.